# Зозуля Іван Федорович
Іва́н Фе́дорович Зозу́ля  (нар. 1866, Велика Данилівка, тепер в межах Харкова) — харківський лірник.

## З життєпису
Народився 1866 року у селищі Велика Данилівка (тепер в межах Харкова). У 18 років унаслідок нещасного випадку (потрапив під коня) осліп. У 22 роки вивчився на лірника. Співав «на пару» із харківським кобзарем Петром Древченком. Жив разом із двома братами (зрячими) і матір'ю. Був одруженим, мав двох дочок. Постійним місцем кобзарювання був Харківський Благовіщенський базар (Благбаз). Був іще живим у 20-х роках ХХ ст.